# تابع چبیشف

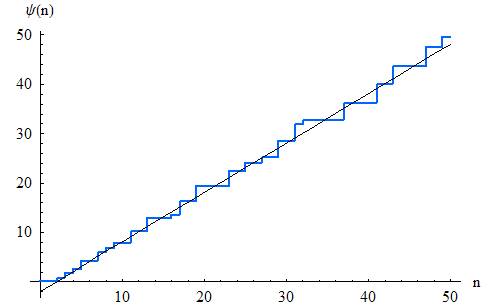
تابع چبیشف

در ریاضیات، تابع چبیشف توسط پافنوتی چبیشف تعریف شد. تابع چبیشف به دو شکل مطرح است.

## تعریف تابع
تابع اولیهٔ چبیشف را با علامت ϑ یا θ نشان می‌دهند و به شکل زیر تعریف می‌شود.
{\displaystyle \vartheta (x)=\sum _{p\leq x}\ln p}
برای مثال
{\displaystyle \vartheta (20)=ln(2)+ln(3)+ln(5)+ln(7)+ln(11)+ln(13)+ln(17)+ln(19)=16.08....}
تابع ثانویه چبیشف را با علامت ψ نشان می‌دهند و به شکل زیر تعریف می‌شود.
{\displaystyle \psi (x)=\sum _{p^{k}\leq x}\log p}
برای مثال
{\displaystyle \psi (20)=ln(2)+ln(3)+ln(2)+ln(5)+ln(7)+ln(2)+ln(3)+ln(11)+ln(13)+ln(2)+ln(17)+ln(19)=19.26...}

## روابط
{\displaystyle \psi (x)=\sum _{p^{k}\leq x}\log p=\sum _{n\leq x}\Lambda (n)=\sum _{p\leq x}\lfloor \log _{p}x\rfloor \log p,}
در این‌جا، {\displaystyle \Lambda (n)} تابع منگولد است.
{\displaystyle \psi (x)=\sum _{p\leq x}k\log p}
{\displaystyle \vartheta (x)=\sum _{p\leq x}\log p=\log \prod _{p\leq x}p=\log(x\#).}